# Zdeněk Němeček (fyzik)
Zdeněk Němeček (* 2. února 1947 Praha) je český matematik a vysokoškolský pedagog, v letech 2005 až 2012 děkan Matematicko-fyzikální fakulty Univerzity Karlovy (MFF UK).
V roce 1966 absolvoval studium na SPŠE Plzeň. V roce 1971 vystudoval elektroniku a vakuovou fyziku na Matematicko-fyzikální fakultě Univerzity Karlovy v Praze. Téhož roku začal na své alma mater pracovat. V roce 1972 získal na fakultě také titul doktora přírodních věd. V roce 1982 se stal kandidátem věd v oboru experimentální fyzika a v roce 1990 se stal zástupcem vedoucího katedry. V roce 1996 se habilitoval v oboru fyzika a stal se vedoucím katedry. V roce 1997 získal titul doktora věd v oboru fyzika plazmatu.
V roce 1999 začal Němeček působit ve funkci proděkana MFF UK pro fyziku. Téhož roku tak opustil funkci vedoucího katedry. V roce 2004 se stal profesorem fyzika se zaměřením na fyziku plazmatu. V roce 2005 se stal děkanem fakulty, když ve funkci nahradil Ivana Netuju. Funkci poté obhájil v roce 2008, tentokrát již na čtyřleté funkční období. V roce 2012 jej ve funkci děkana nahradil Jan Kratochvíl.
Za svou kariéru získal řadu ocenění, jmenovitě v roce 1986 získal pamětní medaili MFF UK, v roce 1987 pamětní medaili AV ČR, v roce 2001 Gagarinovu medaili a v roce 2006 cenu předseda GAČR.